# Lygosoma paedocarinatum
Lygosoma paedocarinatum är en ödleart som beskrevs av  Lanza och CARFI 1968. Lygosoma paedocarinatum ingår i släktet Lygosoma och familjen skinkar. Inga underarter finns listade i Catalogue of Life.